# Сестри св.Йосифа де Сен-Марк
| Церква - Римо-Католицька                                         |
| Засновник - П’єр-Поль Бланк                                      |
| Заснований - 3 березня 1845                                      |
| Сайт - http://www.josefsschwestern-zu-saint-marc.org/en/welcome/ |

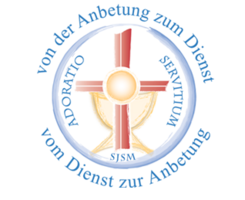
Sisters of Saint Joseph of Saint-Marc

Конгрегація Сестер св. Йосифа де Сен-Марк (або Сестри Св. Йосифа; скор. Сестри де Сен-Марк; фр. Sœurs de Saint-Joseph de Saint-Marc; англ. The Sisters of St. Joseph of Saint-Marc) — римо-католицька конгрегація, яка базується у місті Saint-Marc, Ельзас, Франція.

## Історія
Власне Сен-Марк був одним з найстаріших монастирів Франції - під назвою "Сігізмундцелль" він був відомий ще до періоду Меровінгів, раніше 740 року.
У Х столітті абатство, як і інші монастирі регіону Ельзас, був зруйнований під час війн. У 1050 році  монастир був відновлений Папою  Левом IX, як монастир монахів-бенедиктинців під назвою Сен-Марк.
Французький священник П'єр Поль Бланк (фран. Pierre Paul Blanck) (11.10.1809- 18.10.1873) з метою  здолання занепаду традицій чернецтва, який послідував за Французькою революцією 1789—1794 р.р., вирішив створити нове  згромадження, присвячене постійному поклонінню Пресвятим Тайнам та служінню бідним. У 1845 році будівля колишнього монастиря бенедиктинців Сен-Марк у Ельзасі була виставлена на продаж. Аббат П'єр Поль Бланк купив його 3 березня 1845 р. і заснував Конгрегацію Сестер св. Йосифа де Сен-Марк. Новостворена спільнота могла прийняти осіб, які бажали посвятити себе Богу, але не мали для цього потрібних коштів.
Крім жіночого згромадження у монастирі було відкрито дитячий будинок, де приймали хлопчиків та дівчаток від 5–6 років, які походили з найнеблагополучніших верств населення. Поряд із громадою черниць о.П'єр Поль Бланк створив спільноту братів, яка виховувала хлопців та навчала їх  різним ремеслам.

## Місія та харизма
Охорона здоров’я, освіта, соціальна робота, догляд за людьми похилого віку, надання душпастирських послуг, формальне та неформальне навчання дітей та молоді, допомога та молитва за вмираючих.
Покликані благодаттю Бога, сестри об'єднані в цій релігійній спільноті спрямовують свої сили на Адорацію Бога присутнього у Євхаристії та для служіння бідним. Сестри активно задіяні у служінні престарілим, бідним дітям та потребуючим. Виплекані Євхаристійним Ісусом, сестри підтримують бідних та нужденних.

## Провінції та місії

#### Франція
Французька провінція , яка має свій провінційний Материнський дім в Сент-Марк (Saint-Marc), має 18 згромаджень, з Сестрами з Франції, Німеччини, Індії, Мадагаскару і Конго.

#### Німеччина
Провінція Св.Трудперта складається з 16 різних згромаджень. Одне з цих згромаджень знаходиться в Танзанії, Африка. Сестри мають Німецькі та Індійські національності.

#### Провінція св.Йосифа, Індія
В 1960 році перші індійські жінки були прийняті в якості постулатів у німецький новіціат. У 1974 перші п'ять індійських сестер повернулися до Індії і почали місійну працю в штаті Мадх'я-Прадеш. У наступному році будинок Конгрегації був відкритий в Санаваді (Sanawad) і було відкрито новіціят. До кінця 1970 років чотири інших будинки були відкриті в Індії, в Паглахаті (Palakkad), в Керала, Бхіккангаон і Нальват обидва в Мадх'я-Прадеш і в Харешмара в Одіша. Індійські згромадження були створені як Провінція св.Йосифа, з материнським домом в Індаур, Мадх'я-Прадеш, в 1989 році.
Є 22 згромадження Сестер в різних штатах Індії.

#### Керала, Індія
Провінція Саньйо (Sanjo) у Венгурі (Vengoor) в штаті Керала в південній Індії має 21 згромадження в різних штатах Індії.

### Сполучені Штати Америки
Є два згромадження Сестер в США .

### Україна
На сьогодні існує два осередка згромадження в Україні - в с.Павшино (Закарпаття) та у Рудно біля Львова.

## Українська спільнота
Українська спільнота існує з 1998 року. Спільнота в с. Павшино (Закарпатська обл.) заснована в 2004 році, об'єднує сестер різних національностей: українську, словацьку та індійську. Джерелом натхнення для сестер є щоденна адорація. Основною діяльністю є догляд за престарілими та проведення євангелізації по Україні та за її межами. Кожного дня близько 300 людей приходить на адорацію та молитву у каплицю спільноти. Євангелізаційна група складається з сестер та мирян. Група забезпечує музичний супровід молитов прослави.Сестри відомі також своєю музикальністю та співом на прославу Бога.
Настоятелькою спільноти в Павшино є сестра Ліджі Пайяпілі. Згромадження активно проводить реколекції в Україні та за кордоном.
З 24 квітня 2017 року в згромадження є монастир у м.Рудне в Львівській області.